# IC 1776
IC 1776 est une galaxie spirale barrée située dans la constellation des Poissons. Sa vitesse par rapport au fond diffus cosmologique est de (3140 ± 19) km/s, ce qui correspond à une distance de Hubble de 46,3 ± 3,3 Mpc (∼151 millions d'al). IC 1776 a été découverte par l'astronome français Stéphane Javelle en 1903.
La classe de luminosité d'IC 1776 est IV et elle présente une large raie HI. Elle renferme également des régions d'hydrogène ionisé.

## Groupe de NGC 825
La galaxie IC 1776 fait partie du groupe de NGC 825 qui comprend au moins 5 galaxies. Outre IC 1776 et NGC 825, les 3 autres galaxies du groupe sont IC 208, UGC 1646 et UGC 1649.